# Varuṇa
(Ṛgveda, I, 24-10)

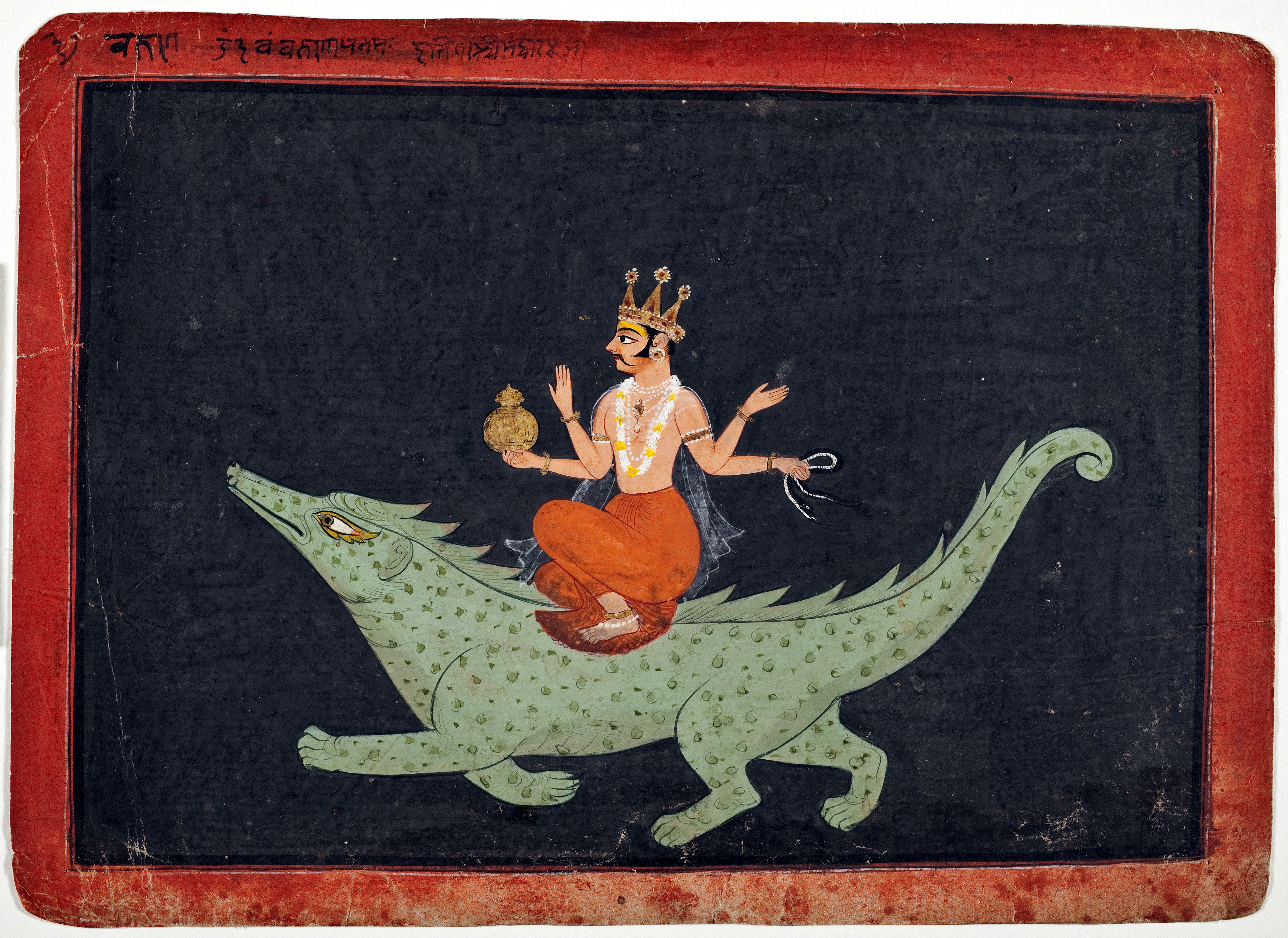
Varuna è il dio degli oceani, il suo veicolo è un Makara (coccodrillo) e la sua arma è un Pasha (cappio, anello di corda).

Varuṇa (वरुण, sanscrito vedico Váruṇa) è una delle più antiche e importanti divinità vediche. Corrisponde all'avestico Ahura Mazdā.  Nei Veda, è il garante dell'Ordine cosmico (Ṛta), Asura del cielo, della pioggia e dei fenomeni celesti, ma anche della Legge e del mondo sotterraneo. È quindi il più importante Asura nel Ṛgveda, e sovrano degli Aditya. Successivamente fu considerato re dei nāga.

## Nome
Come teonimo, Varuṇa ha radici nei popoli indoeuropei. Conserva dei collegamenti con la cultura di Mitanni dove, nella iscrizione di Boğazköy risalente al XV secolo a.C., compare il nome del dio Uruvannassil. Ambedue sembrerebbero collegati al greco antico Ouranos.
La parola Varuna sembra derivare dalla radice proto-indoeuropea *wer- o *wel-, che significa "coprire" (vedi anche "vala", "vrtra").
Sono state suggerite parentele con altri nomi di divinità indoeuropee, ma le connessioni sono incerte: in particolare Urano, dio del cielo nella mitologia greca, Perun, la principale divinità dei pantheon slavi, Vörnir, gigante della mitologia norrena  (da *verunyos?), il dio della mitologia slava Veles, e velnias, che in lituano significa "diavolo". Molte di queste associazioni sono state contestate dai linguisti, soprattutto la connessione con Urano.
Varuna corrisponde a Urano nella mitologia greca. Il nome del dio ha dato origine al nome proprio indiano Varun.

## Nei Veda
Varuṇa sembra essere una replica del più antico deva-asura del cielo, Dyaus. Ma nelle sue prime espressioni è il deva-asura del cielo notturno dove le stelle e la luna rappresentano i suoi occhi. Egli giudica il comportamento umano, punendo i malvagi. Varuṇa è l'unica divinità dei Veda che osserva un comportamento severo ed etico. I suoi occhi sono denominati spaśa che significa "guardare" ma anche "spiare". Nei medesimi testi egli è spesso indicato come samrāj (sovrano) epiteto usato solo raramente per Indra. Nella solenne cerimonia del varuṇapraghāsa, i partecipanti erano tenuti a confessare i loro peccati al sacerdote officiante.
Come capo degli Aditya, Varuna ha aspetti di una divinità solare; come il più importante Asura, però, è più legato a problemi morali e sociali che alla deificazione della natura. Insieme a Mitra — originariamente personificazione del giuramento — è maestro di rta, supremo custode dell'ordine e dio della legge; Varuna e Mitra sono spesso fusi in Mitra-Varuna (uno dvandva). Varuna è anche legato a Indra nel Rigveda, e fuso in Indra-Varuna.
Come dio del cielo, Varuna corrisponde a, o regna su, la metà oscura del cielo — o oceano celeste (Rasā), da cui il legame con acqua e pioggia — o il lato oscuro del Sole, che viaggia da ovest a est durante la notte. Lo Atharvaveda descrive Varuna come onnisciente, e punitore dei bugiardi: le stelle sono i suoi mille occhi, che osservano l'uomo.
Nel Rigveda, Indra, capo dei deva, è sei volte più presente di Varuna, che pure è nominato 341 volte; questo può indurre in errore sulla reale importanza di Varuna nell'antica società vedica, ma è dovuto alla concentrazione del Rigveda sui rituali a base di fuoco e soma, entrambi strettamente associati a Indra; Varuna con la sua onniscienza e onnipotenza nelle questioni umane ha invece tutti i tratti di una divinità dominante.

## Epoche successive
Varuna divenne poi dio dell'oceano e dei fiumi, oltre che custode delle anime degli annegati; in quanto tale, Varuna è anche un dio degli inferi, re dei nāga, e può garantire l'immortalità. È anche uno dei Lokapāla (लोकपाल), come "guardiano dell'ovest".
L'arte più tarda rappresenta Varuna come divinità lunare, come un uomo pallido con un'armatura d'oro e un cappio o un laccio di pelle di serpente, a cavallo del mostro marino Makara.